# Гель (місто)
Гель (пол. Hel, каш. Él, нім. Hela) — місто в північній Польщі. Знаходиться на Гельській косі, яка відділяє Ґданську і Пуцьку затоки від Балтійського моря. Відомий курорт. Морський порт.
Належить до Пуцького повіту Поморського воєводства.

## Демографія
Демографічна структура станом на 31 березня 2011 року:
|          | Загалом | Допрацездатний вік | Працездатний вік | Постпрацездатний вік |
| -------- | ------- | ------------------ | ---------------- | -------------------- |
| Чоловіки | 1968    | 404                | 1411             | 153                  |
| Жінки    | 1948    | 381                | 1194             | 373                  |
| Разом    | 3916    | 785                | 2605             | 526                  |